# Hydrometra gracilenta
Hydrometra gracilenta är en insektsart som beskrevs av Géza Horváth 1899. Hydrometra gracilenta ingår i släktet Hydrometra, och familjen vattenmätare. Arten är reproducerande i Sverige.

## Bildgalleri

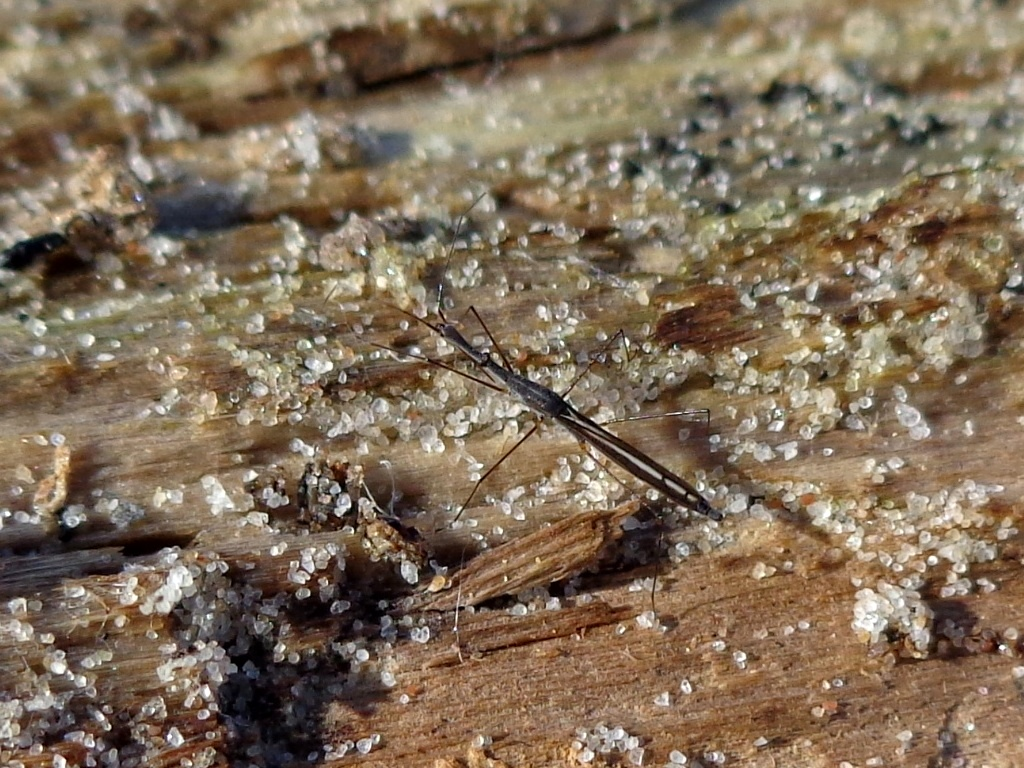
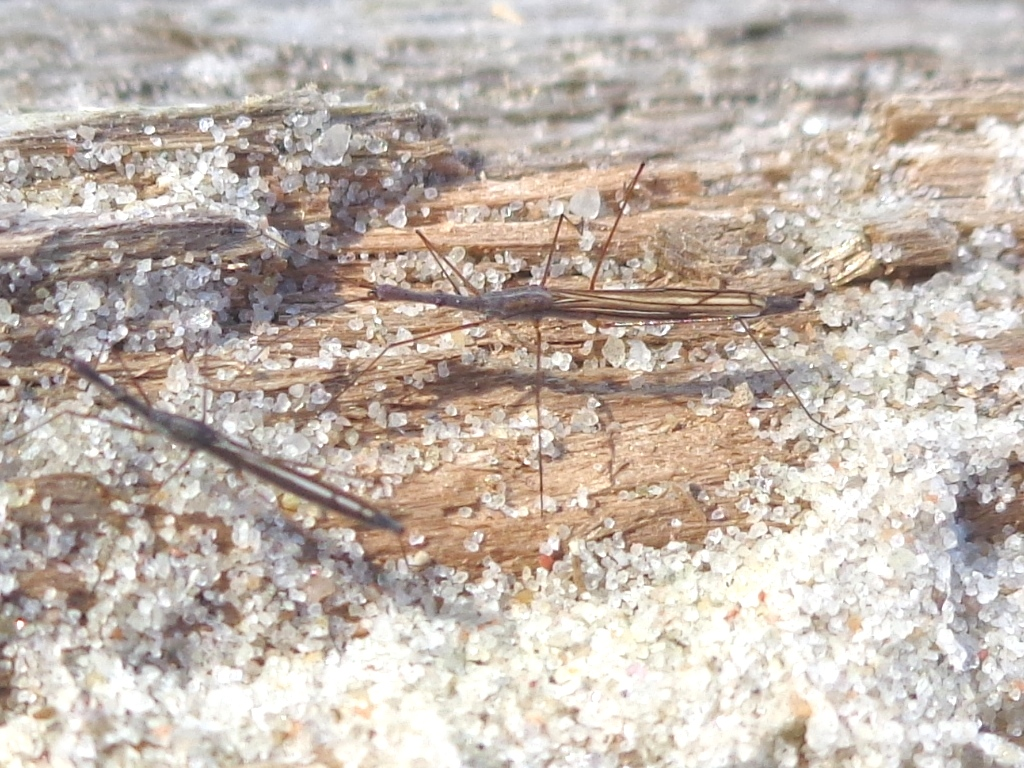